# Dwaj detektywi
Dwaj detektywi (ang. The Big Noise) – amerykański film komediowy z 1944 roku. W rolach głównych wystąpili Flip i Flap, czyli Oliver Hardy i Stan Laurel – popularny duet aktorski tego okresu.
Film znany był też w Polsce pod alternatywnymi tytułami: Flip i Flap: Wielki zgiełk oraz Wielkie bum.

## Fabuła
Akcja filmu toczy się w czasie II wojny światowej. Flip i Flap pracują jako dozorcy w biurze detektywistycznym. Pragnąć przeżyć przygodę postanawiają udawać prawdziwych detektywów. Wkrótce zostają wynajęci do ochrony domu naukowca. Okazuje się, że właściciel domu skonstruował bombę.

## Obsada
- Oliver Hardy - Oliver
- Stan Laurel - Stanley
- James Bush - Hartman
- Veda Ann Borg - Mayme
- Arthur Space - Alva P. Hartley
- Doris Merrick - Evelyn
- Robert Blake - Egbert